# Blood, Sweat & Tears Greatest Hits
Blood, Sweat & Tears Greatest Hits – pierwszy album kompilacyjny zespołu Blood, Sweat & Tears, wydany w lutym 1972 roku w Stanach Zjednoczonych nakładem Columbia Records jako LP.
8 kwietnia 1972 roku album doszedł do 19. miejsca na liście Billboard 200, a 3 kwietnia 2001 roku zdobył w Stanach Zjednoczonych certyfikat podwójnej platynowej płyty.

## Album

### Muzyka
Wydana na początku 1972 roku nakładem Columbia Records kompilacja największych przebojów Blood, Sweat & Tears zawiera 11 utworów, w tym siedmiu singlowych z list przebojów oraz dwóch albumowych z debiutanckiego albumu, kiedy na czele zespołu stał Al Kooper. W momencie wydania kompilacji zespół miał na swym koncie 4 albumy studyjne (wszystkie z amerykańskim certyfikatem złotej płyty), przeszedł też szereg zmian personalnych, w tym odejście głównego wokalisty, Davida Claytona-Thomasa (1971), a wcześniej – między innymi Ala Koopera, Randy’ego Breckera i Jerry’ego Weissa (1967/1968).

### Lista utworów
Lista według Discogs:
Side 1
| 1. | You've Made Me So Very Happy B. Gordy, Jr. – B. Holloway – P. Holloway – F. Wilson | 3:26  |
|    |                                                                                    |       |
| 2. | I Can't Quit Her A. Kooper, I. Levine                                              | 3:38  |
|    |                                                                                    |       |
| 3. | Go Down Gamblin' D. Clayton-Thomas                                                 | 2:46  |
|    |                                                                                    |       |
| 4. | Hi-De-Ho G. Goffin – C. King                                                       | 4:05  |
|    |                                                                                    |       |
| 5. | Sometimes In Winter S. Katz                                                        | 3:08  |
|    |                                                                                    |       |
| 6. | And When I Die L. Nyro                                                             | 3:26  |
|    |                                                                                    |       |
|    |                                                                                    | 20:29 |
|    |                                                                                    |       |
Side 2
| 1. | Spinning Wheel D. C. Thomas                        | 2:39  |
|    |                                                    |       |
| 2. | Lisa, Listen To Me D. Clayton-Thomas – D. Halligan | 2:58  |
|    |                                                    |       |
| 3. | I Love You More Than You'll Ever Know A. Kooper    | 5:58  |
|    |                                                    |       |
| 4. | Lucretia Mac Evil D. C. Thomas                     | 3:07  |
|    |                                                    |       |
| 5. | God Bless The Child B. Holiday – A. Herzog Jr.     | 5:57  |
|    |                                                    |       |
|    |                                                    | 20:39 |
|    |                                                    |       |

#### Wznowienie
W 1999 roku nakładem Columbia Records/Legacy Recordings ukazała się zremasterowana i poszerzona o 2 utwory kompaktowa wersja albumu:
- So Long Dixie
- More And More

## Odbiór

### Opinie krytyków
| Recenzje                           | Recenzje |
| Publikacja                         | Ocena    |
| ---------------------------------- | -------- |
| AllMusic                           | [ 1 ]    |
| Robert Christgau                   | C        |
| Prog Archives                      | 2.77/5.0 |
| The New Rolling Stone Record Guide | [ 8 ]    |
| The New Rolling Stone Album Guide  | [ 9 ]    |

Według Williama Ruhlmanna z magazynu AllMusic zestaw największych przebojów Blood, Sweat & Tears został wydany akurat w tym momencie, gdy szczyt popularności zespołu właśnie minął, ale publiczność jeszcze nie zdążyła o nim zapomnieć. „Dla milionów, którzy nauczyli się kochać BS&T w 1969 roku (...) jest to idealny wybór ich najbardziej dostępnego materiału” – zauważa na zakończenie dając kompilacji cztery i pół gwiazdki (z pięciu).
Robert Christgau ocenił, iż podobnie jak w przypadku Engelberta Humperdincka, popowy sukces Blood, Sweat & Tears przyniósł zespołowi więcej korzyści w Las Vegas niż w radiu. Za najważniejsze utwory kompilacji uznał „Lisa, Listen to Me” i „I Can't Quit Her”, dzięki któremu docenił Ala Koopera.

### Listy tygodniowe
| Kraj              | Lista         | Pozycja |
| ----------------- | ------------- | ------- |
| Stany Zjednoczone | Billboard 200 | 19      |

### Certyfikaty
8 maja 1972 roku album zdobył w Stanach Zjednoczonych certyfikat złotej płyty (za 0.5 miliona sprzedanych egzemplarzy), 21 listopada 1986 roku – platynowej płyty i 3 kwietnia 2001 roku – podwójnej platynowej płyty (za 2 miliony sprzedanych egzemplarzy).